# Rue de Saussure
Pour les articles homonymes, voir Saussure.
La rue de Saussure est une rue du quartier des Batignolles du 17e arrondissement de Paris partant de la rue des Dames et arrivant sur le boulevard Berthier.

## Situation et accès

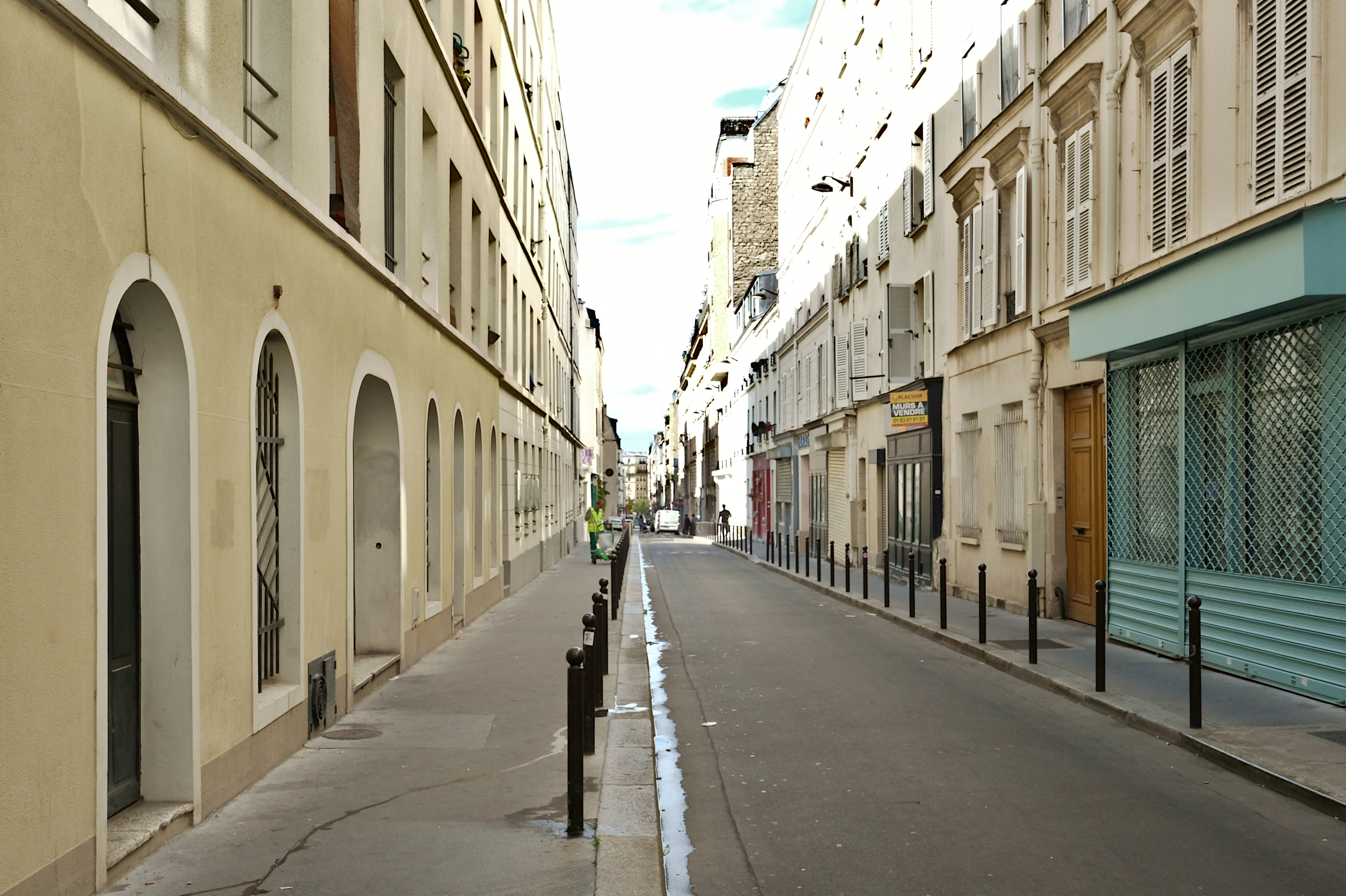
La rue de Saussure vue depuis la rue des Dames.

Sa longueur est de 1 260 mètres et sa largeur est de 15 m entre la rue des Dames et le boulevard Pereire et de 20 m entre les boulevards Pereire et Berthier.
Le quartier est desservi par la ligne 3 à la station Malesherbes, par la ligne 13 à la station Brochant et par la ligne 14 à la station Pont Cardinet.

## Origine du nom

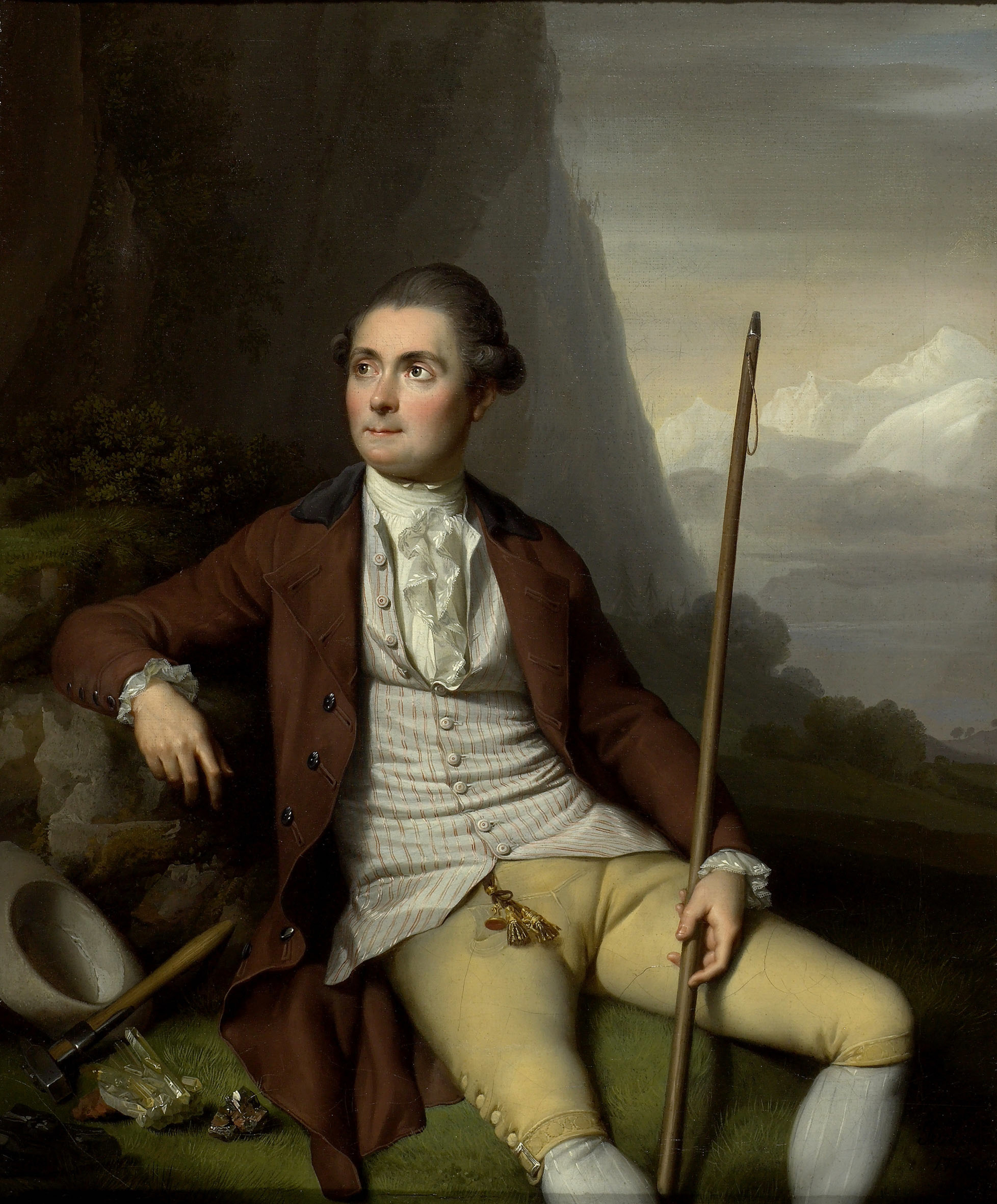
Horace-Bénédict de Saussure.

Son nom provient de Horace Benedict de Saussure (1740-1799), naturaliste et géologue suisse. Dans le quartier où se trouve cette rue ont été groupés des noms de savants.

## Historique
C’est une voie de l’ancienne commune française des Batignolles, commune supprimée (en donnant son nom au quartier des Batignolles) lors de l’agrandissement du territoire communal de Paris réalisé en 1860.
Précédemment « rue de la Santé », elle a été dénommée « rue de Saussure » en 1864.
Il existait déjà une autre rue de la Santé, dans les  13e et  14e arrondissements de Paris.
Dans sa partie entre la rue Cardinet et le boulevard Berthier, la rue bordait le dépôt de locomotives à vapeur des Batignolles disparu après l'électrification en 1966 de la ligne Paris-Le Havre.

## Bâtiments remarquables et lieux de mémoire
- À l'ancien no 54 se trouvait la maison de l'écrivain Amédée Rolland qui y a brièvement établi un théâtre, en 1862 [2].
- Au no 154 le Sporting Club de Paris accueillit le 25 février 1921 dans ses locaux (no 151 selon la numérotation de l'époque) la première réunion de la Fédération française de lawn tennis (FFLT) fondée l'année précédente. Cette dernière créa 31 comités régionaux dont le Comité de Paris, devenu Ligue de Paris en 1956[3].
Le Centre Saussure abrite aujourd'hui le Club et l'École de Tennis du Racing Club de France qui y dispose de trois courts couverts en green set « championnat haut de gamme », auxquels s'ajoutent les six courts extérieurs en terre battue du site La Boulie à Versailles[4].